# Kay County
Kay County är ett administrativt område i delstaten Oklahoma, USA. År 2010 hade countyt  46 562 invånare. Den administrativa huvudorten (county seat) är Newkirk.

## Geografi
Enligt United States Census Bureau har countyt en total area på 2 448 km². 2 379 km² av den arean är land och 68 km² är vatten.

### Angränsande countyn
- Cowley County, Kansas - nord
- Osage County - öst
- Noble County - syd
- Garfield County - sydväst
- Grant County - väst